# Good By Gloomy
Good By Gloomy（グッド・バイ・グルーミー）は、日本の2人組音楽ユニット。略称「GBG」。

## メンバー
- 小出美里（こいでみさと）

1990年12月3日生まれ。埼玉県出身。ボーカル、ギター、作詞、作曲担当。B型。
- 松本翔平（まつもとしょうへい）

1990年10月6日生まれ。埼玉県出身。ベース、ギター、ピアノ、作詞、作曲、編曲担当。AB型。

## 略歴
2010年11月に高校の同級生である、小出美里と松本翔平が結成。持ち歌（オリジナル曲）を増やすため、楽曲制作、レコーディング開始。
2011年7月、1stミニアルバム「Triangle Antique」（廃盤）発売とともに初ライブをする。ライブ会場限定でCD60枚を無料配布。
2012年10月、2ndアルバム「Plastic Neon」完成。ライブ限定で販売していたが、現在ダウンロード販売のみである。
2013年から2014年、小出はソロ活動、松本は楽曲提供に専念し、ユニットでは活動休止期間であった。
2015年1月から活動再開。ライブ、ニコニコ生放送やYouTube投稿などネット配信開始。
2015年12月、3rdアルバム「One's Love」ダウンロード開始。2016年2月にはライブ会場限定でCD盤リリース。
2018年4月、4thアルバム「side by side」発売。
2018年10月7日、埼玉県のWINE BAR Luz(ワインバールース)にてラストライブを行う。

## 楽曲制作
活動開始からのオリジナル楽曲であるが主に作詞作曲は分担している。
編曲や各楽器のレコーディング、サウンドプログラミング、ミキシング（ミックスダウン）、マスタリングといった工程は全て松本が担当している。

## ディスコグラフィ

### Good By Gloomy

#### アルバム[2]
1stミニ「Triangle Antique」（廃盤）2011/7
1. フロート
2. 星屑
3. 125号線
4. ミラージュ
5. 食後のデザート
6. Forest

2nd「Plastic Neon」（ダウンロードのみ）2012/10
1. -Open The Door-
2. Route125
3. 夢から覚めて
4. memory
5. 星屑［Acoustic Version］
6. Mirage
7. -Deeper-
8. Forest
9. メルティー・ナイト
10. TO THE STAGE  feat. candlead
11. ほしいもの
12. Moon Light
13. -デモレック-
14. フロート
15. 食後のデザート［Piano Version］
16. Start Line

3rd「One's Love」2015/12
1. パラレル・ワールド
2. 青い微熱
3. This is my
4. 冷たい風が吹く
5. 未来の景色
6. Crystal memories
7. Dear Today
8. Kiss me once again
9. Trendy Colors
10. 恋模様
11. TEARS RAIN

4th「side by side」2018/4
1. moment
2. ティンカーベル
3. You&Me
4. 守りたいものは壊したいもの
5. Bravery
6. ヴィンテージ
7. HPNOTIQ（Remix）
8. ウワノソラ
9. ラブソング
10. Days
11. smile

#### シングル
「Trendy Colors feat. candlead」
1. Trendy Colors feat. candlead
2. Moon Light（Remastering）
3. Trendy Colors feat. candlead（instrumental）

「HPNOTIQ」2017/7/27
1. HPNOTIQ
2. 冷たい風が吹く（HPN Ver.）

### 小出美里（ソロ）

#### シングル
- 「星屑」[3]

1. 星屑 Single Ver.
2. メルティー・ナイト（Remastering）

- 「いいなり」　2018/12/3
- 「悪者」　2019

#### 配信
- アクセント（2021年5月9日）
- ちょうどいい音頭（2021年8月22日）
- 生きていたいや（2021年12月4日）
- サウナブギ（2022年6月12日）
- しゃなり（2022年12月3日）

#### 参加作品
- 少女 - デジタルコンピレーションアルバム「MESELLBM3」に収録
- ふれなばおちん - デジタルコンピレーションアルバム「MESELLBM4」に収録